# Charleston Farrell
Charleston Farrell (ur. 22 lipca 1985) – montserracki piłkarz grający na pozycji obrońcy, reprezentant Montserratu.
Podczas eliminacji do Mistrzostw Świata 2006 Farrell reprezentował Montserrat w jednym spotkaniu rozegranym 21 marca 2004 roku. Montserrat podejmował Bermudy; mecz zakończył się wynikiem 0-7 na korzyść Bermudów. Farrell został zmieniony w 81 minucie przez Charlesa Thompsona. W dwumeczu jego reprezentacja przegrała 0-20, tym samym odpadając z eliminacji mistrzostw świata.